# Бондаренко Василь Антонович
Василь Антонович Бондаренко (нар. 17 лютого 1928 — 8 грудня 2002, місто Одеса) — український радянський діяч, новатор сільськогосподарського виробництва, заслужений агроном, голова колгоспу імені Посмітного села Розквіт Березівського району Одеської області, секретар Одеського обкому КПУ. Герой Соціалістичної Праці (22.12.1977). Член ЦК КПУ в 1976—1986 р.

## Біографія
Народився в селянській родині.
Освіта вища. Закінчив Сільськогосподарську академію імені Тімірязєва у Москві.
Член КПРС з 1959 року.
До 1973 року — головний агроном, секретар партійної організації колгоспу імені Будьонного (імені XXI з'їзду КПРС) села Розквіт Березівського району Одеської області.
У 1973—1981 роках — голова колгоспу імені Макара Онисимовича Посмітного села Розквіт Березівського району Одеської області.
28 квітня 1981 — 26 лютого 1983 року — секретар Одеського обласного комітету КПУ з питань сільського господарства. Був звільнений із посади «у зв'язку з погіршенням стану здоров'я та виходом на пенсію».
З лютого 1983 року — на пенсії в місті Одесі.

## Нагороди
- Герой Соціалістичної Праці (22.12.1977)
- два ордени Леніна (31.12.1965, 22.12.1977)
- орден Трудового Червоного Прапора (26.02.1958)
- ордени
- медалі
- заслужений агроном Української РСР (6.10.1967)